# 火亮
火亮（1989年9月29日—），上海人，中國跳水運動員。

## 生涯
火亮於1989年生於上海，起初他在7歲時是接受體操的業餘訓練，兩年後他才因被上海隊選中而開始參與跳水訓練，年僅11歲時就首次參與全國錦標賽，現時他於錦標賽中最好的成績是在2006年的濟南全國錦標賽取得第6名，而在錦標賽雙人賽最出色的成績是於2002年的男子雙人10米跳台比賽中和隊友唐韶韻創出。
2004年，火亮在全國冠軍賽中奪得了男子個人10米跳台小項的金牌，翌年，火亮入選上海隊，並參與十運會的跳水項目，在9月28日的10米跳台團體小項中，火亮因一個錯誤，令上海隊只取得銀牌，幾日後的男子10米跳台小項中，他雖不敵田亮與胡佳，但他卻獲得了好評。十運會過後，他在國際跳水大獎賽巡迴賽上海站中奪冠。
一年後，即2006年，火亮在國際泳聯跳水大獎賽的勞德代爾堡站奪得男單與男雙10米跳台的第一，後來於珠海站再下一成，又在世界盃中贏得男子雙人10米跳台的冠軍。年尾的多哈亞運，火亮合拍林躍，在甚少參與的男子雙人3米跳板小項中奪金。
2007年，火亮於世界錦標賽中，跟搭档林躍獲得錦標賽的男子雙人10米跳台跳水金牌。在珠海站跳水賽中以478.23分與林躍奪得男子3米跳板小項的冠軍。
2008年北京奧運會，與搭档林躍雙雙奪得10米跳台跳水金牌。
2010年11月，火亮代表中國參加廣州舉行的亞洲運動會跳水比賽，出戰男子10米跳台，在決賽以不足4分之差僅負於隊友曹緣，贏得一面銀牌。

## 主要成绩
- 2002年 男子双人10米跳台比赛中他和队友唐韶韵配合夺得了第五名
- 2004年 全国冠军赛10米跳台单人冠军
- 2005年 全国十运会男子10米跳台铜牌
- 2005年 国际跳水大奖赛巡回赛上海站男子10米跳台冠军
- 2006年 国际泳联跳水大奖赛劳德代尔堡站男子单人、双人10米跳台冠军
- 2006年 国际泳联跳水大奖赛珠海站男子双人10米跳台冠军
- 2006年 第15届跳水世界杯赛男子双人10米跳台冠军
- 2006年 多哈亚运会跳水男子双人10米跳台冠军
- 2007年 跳水大奖赛珠海站男子10米跳台双人冠军(与林跃)
- 2007年 加拿大站双人冠军(与林跃)
- 2007年 德国站男子10米跳台双人冠军(与林跃)
- 2007年 国际泳联系列赛谢菲尔德站男子10米跳台双人冠军(与林跃)
- 2007年 墨西哥站双人冠军(与林跃)
- 2007年 南京站双人冠军(与林跃)
- 2007年 墨尔本世界游泳锦标赛男子双人10米跳台冠军(与林跃)
- 2008年 第十六届跳水世界杯男子双人10米跳台冠军(与林跃)
- 2008年 跳水大奖赛深圳站男子双人10米跳台冠军(与林跃)
- 2008年 跳水选拔赛合肥站男子10米跳台冠军
- 2008年 跳水系列赛墨西哥站男子双人10米跳台亚军（与林跃）
- 2008年 跳水系列赛加拿大站男子双人10米跳台亚军（与林跃）
- 2008年 跳水系列赛英国谢菲尔德站男子单人10米跳台冠军
- 2008年 第29届北京奥运会男子双人10米跳台冠军（与林跃）
- 2009年 跳水系列赛深圳站男子双人10米跳台冠军 （与林跃）
- 2009年 跳水系列赛多哈站男子双人10米跳台冠军 （与林跃）
- 2009年 跳水系列赛常州站男子双人10米跳台冠军 （与林跃）
- 2009年 跳水系列赛英国谢菲尔德站男子单人10米跳台冠军
- 2009年 罗马世界游泳锦标赛男子双人10米跳台冠军（与林跃）
- 2010年 亞洲運動會 男子10米跳台 銀牌